# Douglas (Nebraska)
Douglas – wieś w Stanach Zjednoczonych, w stanie Nebraska, w hrabstwie Otoe.